# 五老峰 (厦门)

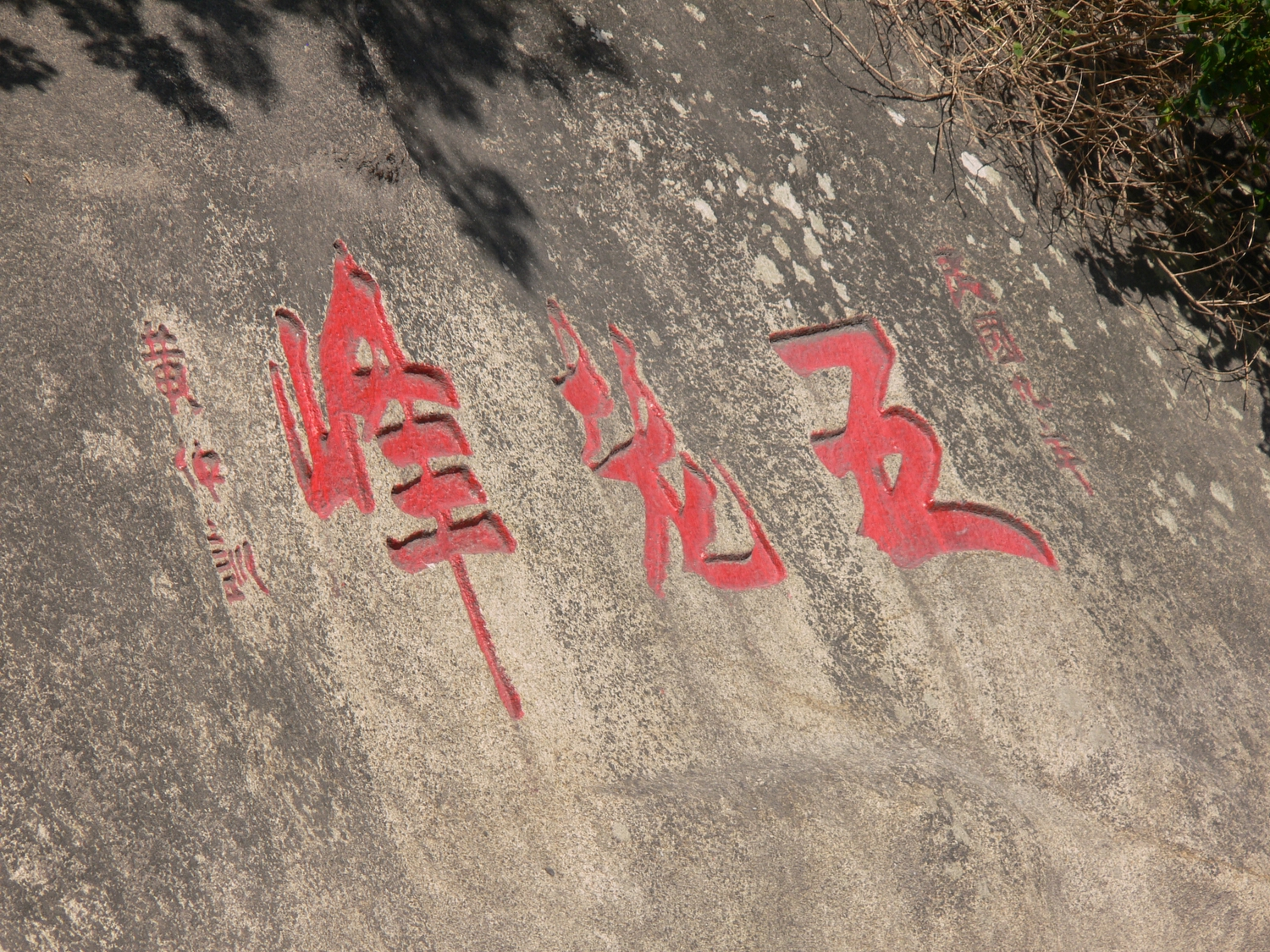
“五老峰”摩崖石刻

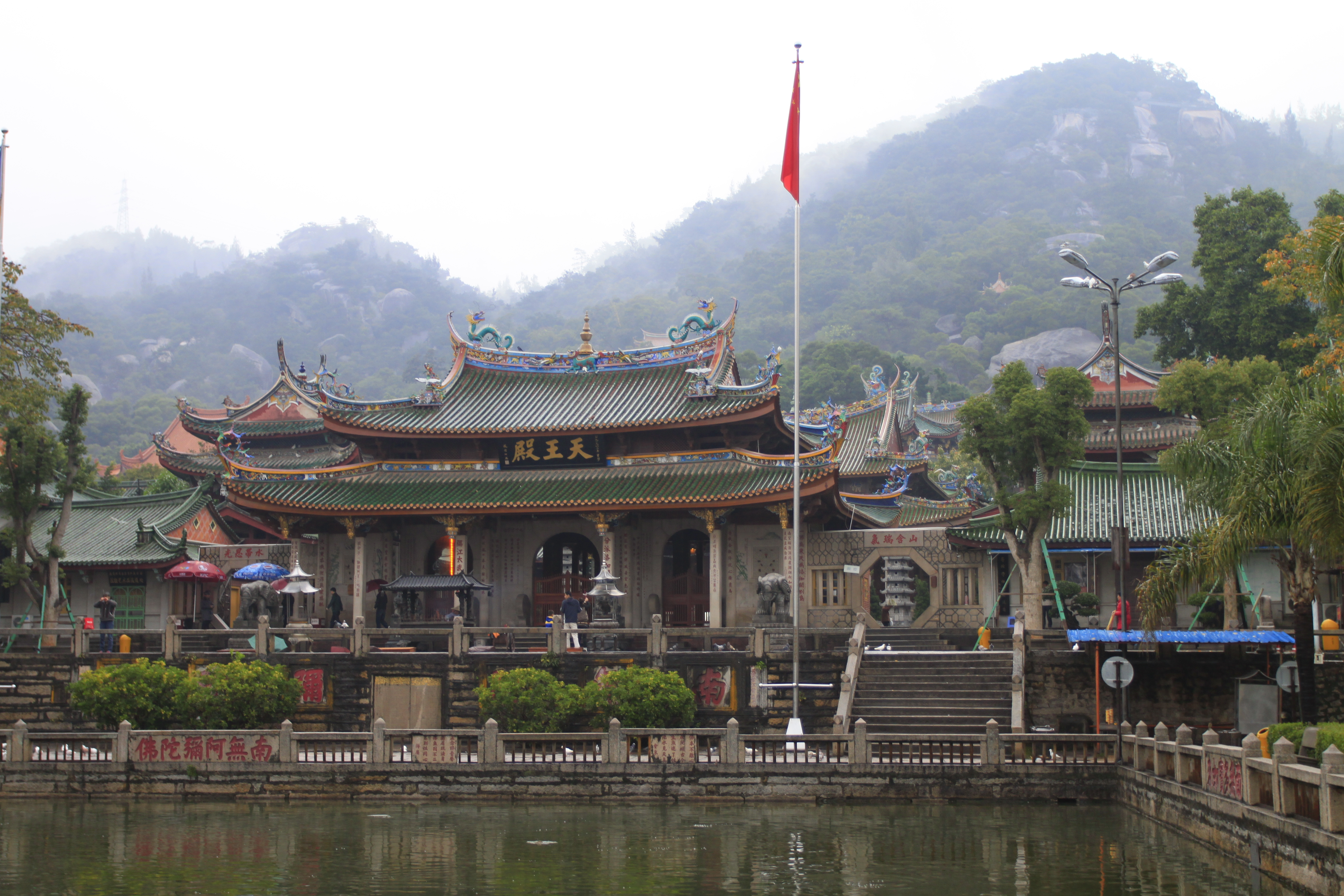
南普陀寺和背后的五老峰

五老峰古名五老山，位于福建厦门岛东南隅，海拔185米。自东向西依次为钟峰（一峰）、二峰、中峰（三峰）、四峰、鼓峰（五峰）。钟峰山顶上有一天然岩石立于峰顶，形若古钟；旁有一长石横卧，状似钟锤。鼓峰顶有一圆形大石，远看似鼓。
五座山峰凌空而立，远望如五位老髯面天盘座，丛树若须，云雾似袖，故名“五老凌霄”。是清朝评定厦门八大景之一，也是1997年厦门市政府评定的厦门名景新二十景之一。乾隆时期厦门名绅黄日纪曾为五老峰提诗：
五峰如五老，
耸峙入烟霞，
毓秀钟龙象，
丛林第一家。
南普陀后山亦有“五老峰”之摩崖石刻，为民国七年（1918年）厦门著名华侨黄仲训题。